# Glockhaus (Venedigergruppe)
Der Glockhaus ist ein 3103 m ü. A. hoher Berggipfel des Glockhauskamms in der Venedigergruppe. Der Gipfel liegt im Nordwesten Osttirols. Der Glockhaus wurde erstmals am 21. August 1882 durch L. Purtscheller mit dem Gamsjäger G. Nöckler bestiegen. Die erste Überschreitung nahmen I. Hechenbleikner und E. Franzelin am 1. September 1904 vor.

## Lage
Der Glockhaus liegt in der Gemeinde St. Jakob in Defereggen etwas südlich der Staatsgrenze zu Italien. Im Norden trennt die Glockhausscharte (2968 m ü. A.) den Glockhaus von der Löffelspitze (3190 m ü. A.) bzw. vom Prettaukamm. Im Süden markiert die Jagdhausscharte (2974 m ü. A.) den Übergang zum Nordostgipfel der Jagdhausspitze (3165 m ü. A.). Westlich des Glockhaus verläuft das Arvental, im Osten das Schwarzachtal. Zwischen Glockhaus und Jagdhausspitze befinden sich die Reste des Arventalkees (Affentalkees).

## Aufstiegsmöglichkeiten
Die einfachste Aufstiegsmöglichkeit auf den Glockhaus nimmt ihren Ausgang im Arvental, das von Südtirol aus über das Klammljoch und von Osttirol aus über die Jagdhausalm erreicht werden kann. Danach folgt der Aufstieg dem Arventalbach bis in einer Höhe von rund 2300 Metern, wo der weglose Aufstieg in nordöstlicher Richtung beginnt. Über die Reste des Arventalkees erfolgt der Einstieg in die Glockhausscharte und danach der Schlussanstieg über die Blöcke des Nordgrats (II).